# هاريسون غرين
هاريسون غرين (بالإنجليزية: Harrison Greene)‏ مواليد 18 يناير 1884 في بورتلاند، الولايات المتحدة - الوفاة 28 سبتمبر 1945 في لوس أنجلوس، هو ممثل أمريكي بدأ مسيرته الفنية سنة 1931. ظهر في قرابة 230 فيلما. من أعماله ديك تريسي.

## روابط خارجية
- هاريسون غرين على موقع IMDb (الإنجليزية)
- هاريسون غرين على موقع قاعدة بيانات الفيلم (الإنجليزية)